# Robe prairie
 (janvier 2024).
La mise en forme du texte ne suit pas les recommandations de Wikipédia : il faut le « wikifier ».
Les points d'amélioration suivants sont les cas les plus fréquents. Le détail des points à revoir est peut-être précisé sur la page de discussion.
- Les titres sont pré-formatés par le logiciel. Ils ne sont ni en capitales, ni en gras.
- Le texte ne doit pas être écrit en capitales (les noms de famille non plus), ni en gras, ni en italique, ni en « petit »…
- Le gras n'est utilisé que pour surligner le titre de l'article dans l'introduction, une seule fois.
- L'italique est rarement utilisé : mots en langue étrangère, titres d'œuvres, noms de bateaux, etc.
- Les citations ne sont pas en italique mais en corps de texte normal. Elles sont entourées par des guillemets français : « et ».
- Les listes à puces sont à éviter, des paragraphes rédigés étant largement préférés. Les tableaux sont à réserver à la présentation de données structurées (résultats, etc.).
- Les appels de note de bas de page (petits chiffres en exposant, introduits par l'outil «  Source ») sont à placer entre la fin de phrase et le point final[comme ça].
- Les liens internes (vers d'autres articles de Wikipédia) sont à choisir avec parcimonie. Créez des liens vers des articles approfondissant le sujet. Les termes génériques sans rapport avec le sujet sont à éviter, ainsi que les répétitions de liens vers un même terme.
- Les liens externes sont à placer uniquement dans une section « Liens externes », à la fin de l'article. Ces liens sont à choisir avec parcimonie suivant les règles définies. Si un lien sert de source à l'article, son insertion dans le texte est à faire par les notes de bas de page.
- La présentation des références doit suivre les conventions bibliographiques. Il est recommandé d'utiliser les modèles {{Ouvrage}}, {{Chapitre}}, {{Article}}, {{Lien web}} et/ou {{Bibliographie}}. Le mode d'édition visuel peut mettre en forme automatiquement les références.
- Insérer une infobox (cadre d'informations à droite) n'est pas obligatoire pour parachever la mise en page.

Pour une aide détaillée, merci de consulter Aide:Wikification.
Si vous pensez que ces points ont été résolus, vous pouvez retirer ce bandeau et améliorer la mise en forme d'un autre article.
 (janvier 2024).

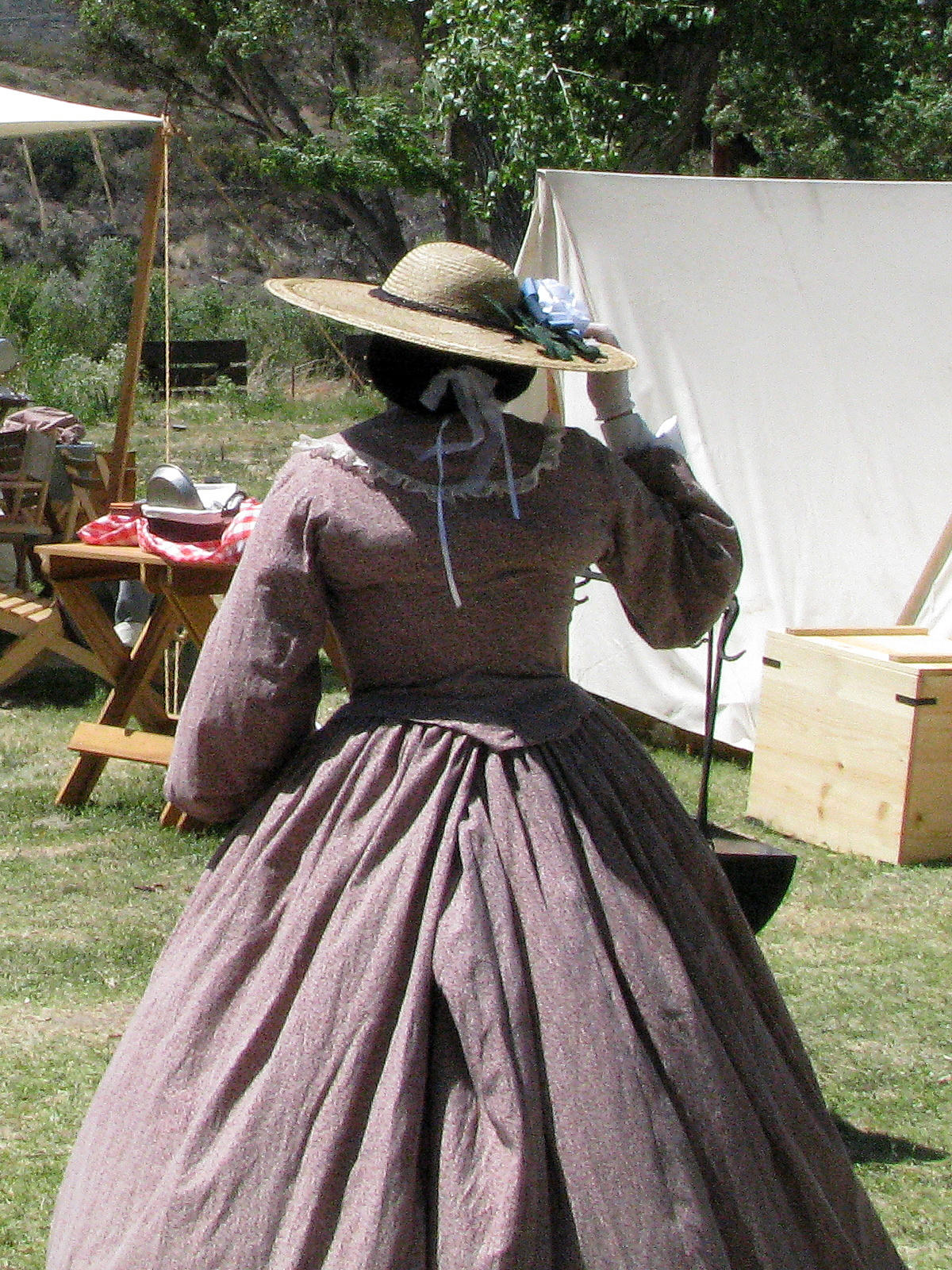
Une jupe des prairies portée dans le cadre d'une reconstitution de la guerre civile américaine

Une robe prairie ou jupe prairie est une jupe de style américain modeste, un vêtement pour femmes et filles.
Les robes de style prairie peuvent adopter différentes coupes, allant de droites à légèrement évasées ou très amples. Elles peuvent être ornées d'un ou de plusieurs volants, y compris des volants profonds, ainsi que de plusieurs étages. Ces robes peuvent être portées avec un jupon bordé de dentelle ou un œillet à volants. Traditionnellement, les robes de style prairie sont dotées de manches longues. En accord avec leur inspiration stylistique, les jupes traditionnelles de style prairie sont généralement confectionnées à partir de tissus « country » tels que le denim et le calicot fleuri. Cependant, elles peuvent également être de couleur unie. Ces jupes de style prairie sont incontournables dans la garde-robe féminine de style western, et les modèles très amples sont particulièrement appréciés lors des danses carrées. Les robes de style prairie sont fréquemment choisies par les femmes qui assistent à des églises chrétiennes mettant l'accent sur une tenue vestimentaire simple, comme dans le cas des communautés du Bruderhof, ou qui suivent la doctrine de la sainteté extérieure, à l'instar de l'Allegheny Wesleyan Methodist Connection,. Elles sont considérées comme élégantes, particulièrement par temps froid.
Les robes de style prairie tirent leur nom des personnes qui voyageaient vers l'ouest des États-Unis, bien que par le passé, elles étaient autrefois « portées par des femmes de toutes classes à travers le pays. »

## Origines au 19ème siècle
Les jupes de style prairie tirent leur nom de leur similitude avec les jupes confectionnées à la maison et portées par les femmes pionnières au milieu du XIXe siècle. Ces jupes faites maison sont, à leur tour, une version simplifiée des jupes évasées et à volants caractéristiques des robes des années 1820. Ce style a émergé de l'adaptation de robe classiques aux exigences pratiques de la vie rurale dans l'ouest des États-Unis. Des couleurs profondes et des imprimés ont été privilégiés, car ils étaient moins susceptibles de montrer la saleté, tandis que les ornements étaient utilisés pour mettre à jour les vêtements en fonction des évolutions de la mode. Ainsi, le style des jupes de style prairie est né de la nécessité d'allier élégance et fonctionnalité dans le contexte de la vie quotidienne à l'ouest des États-Unis.

## Renouveau dans les années 1960 et 1970
Les hippies de la contre-culture ont rejeté la mode traditionnelle pour embrasser des styles historiques et non occidentaux. Au XIXe siècle, les vêtements de style Prairie étaient principalement confectionnés à la maison. Cependant, de nouvelles entreprises, telles que Gunne Sax à San Francisco, ont émergé pour proposer des vêtements prêts-à-porter de style prairie. Le style Prairie a gagné en popularité dans les années 1970, à l'approche du bicentenaire des États-Unis. Il a été intégré par Ralph Lauren dans sa collection d'automne 1978, mettant en avant le thème du western. Cette adoption a contribué à populariser davantage le style prairie et à le faire évoluer au-delà de son origine contre-culturelle.
Les jupes de style Prairie en denim, boutonnées sur le devant et s'arrêtant à mi-mollet, souvent agrémentées d'un unique volant, associées à un jupon de style années 1950 légèrement plus long que la jupe, sont devenues une tendance populaire dans la mode grand public au cours des années 1970 et au début des années 1980.

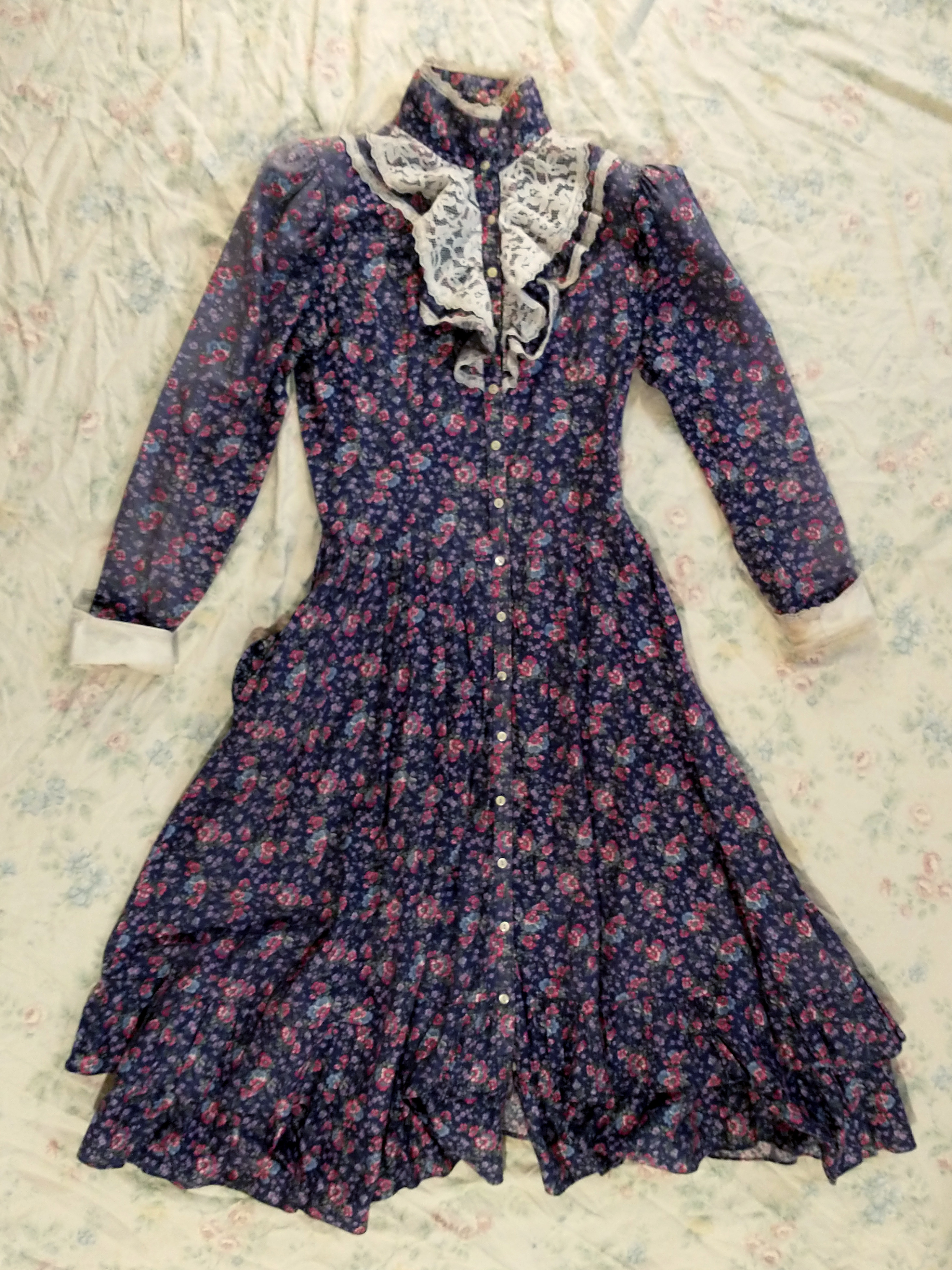
Robe prairie de la fin des années 1970
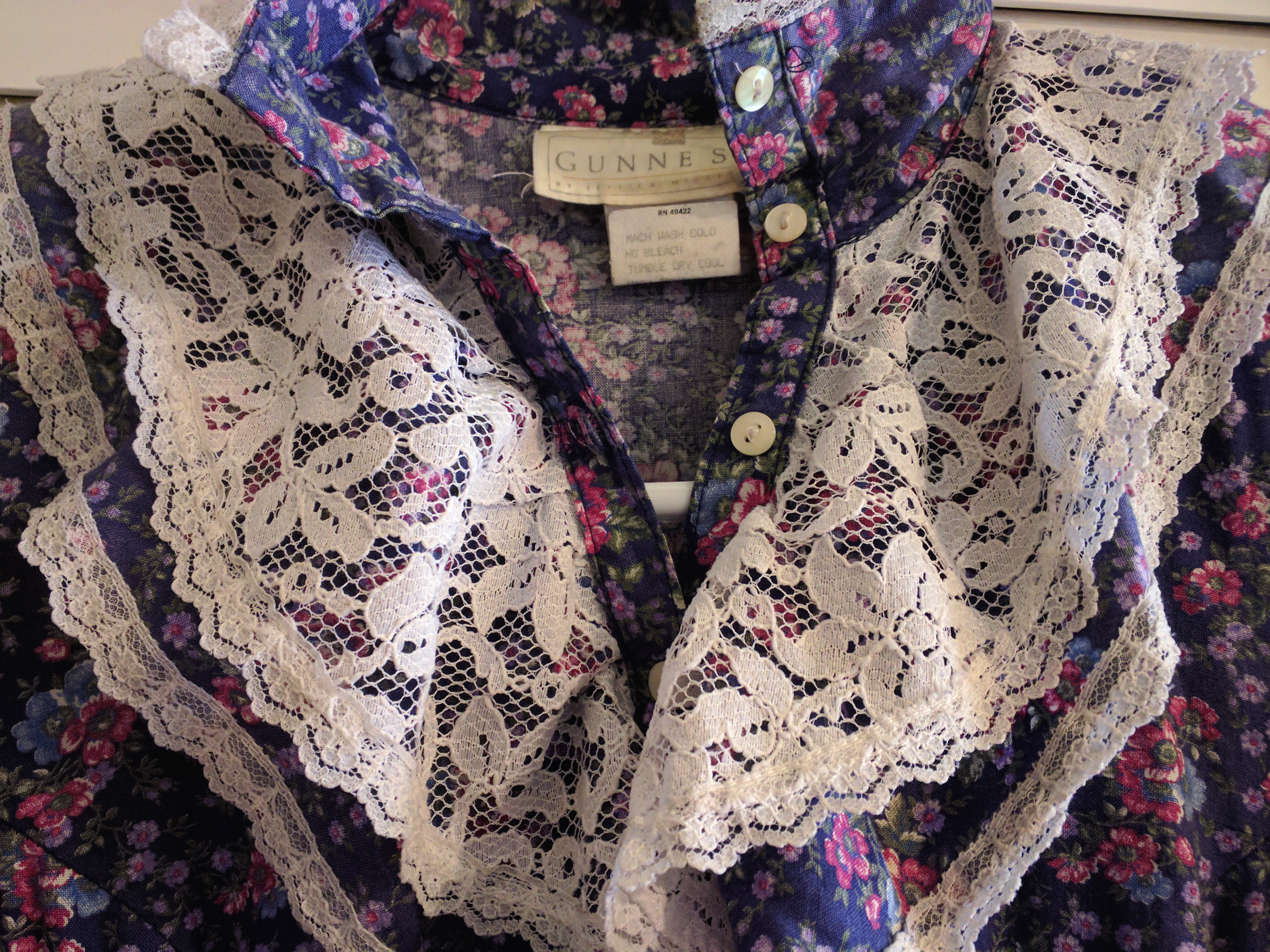
Col d'une robe prairie des années 1970, montrant les parties communes du style telles que la dentelle, les boutons, le tissu fleuri et les volants.
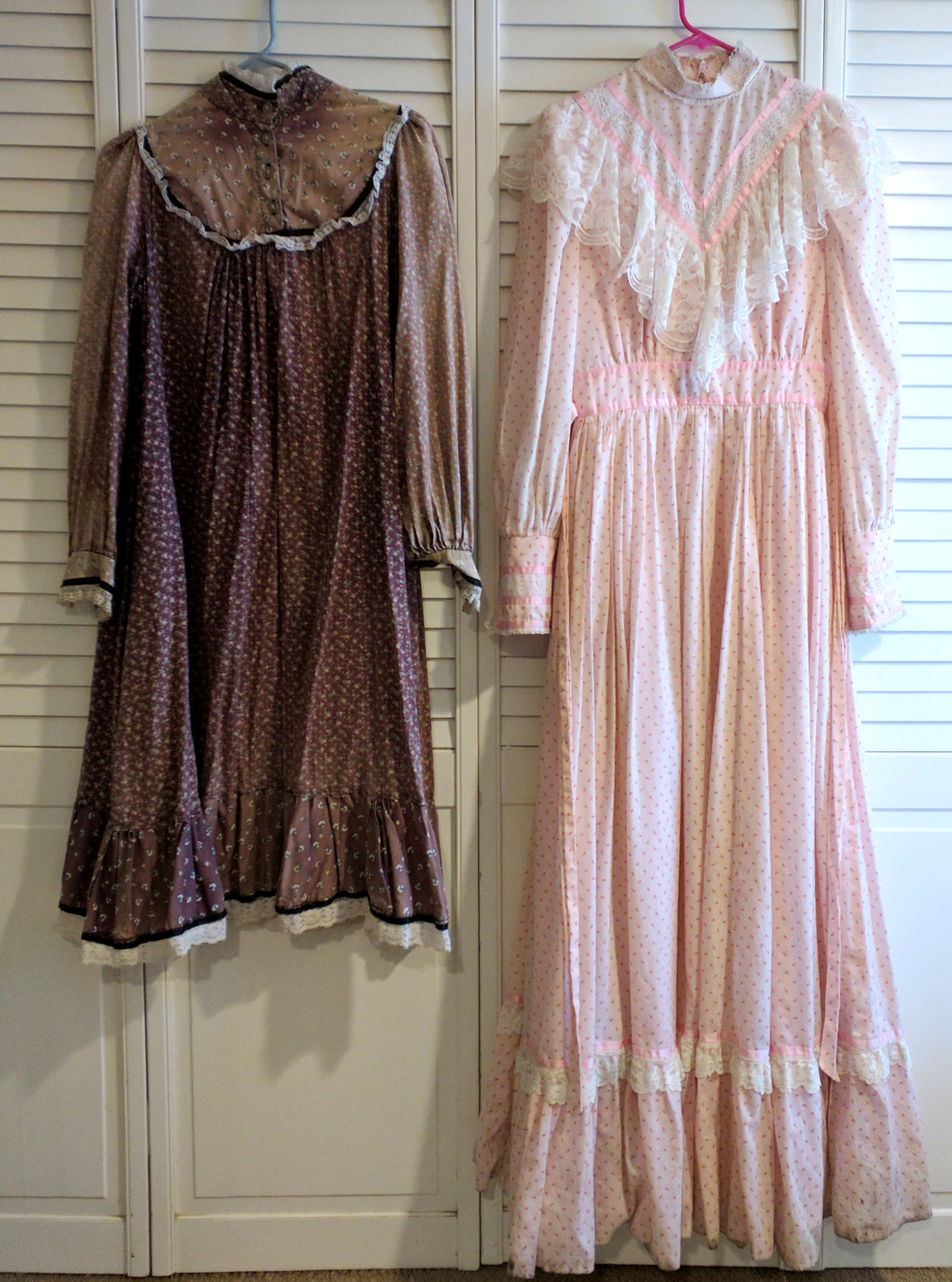
Robes des prairies des années 1970

## 21e siècle
En 2005, les jupes courtes à plusieurs niveaux confectionnées en voile, mousseline ou d'autres tissus légers étaient une tendance de la mode. Certains adoptaient également des jupes de style Prairie plus longues, souvent associées à une combinaison ou un jupon, afin de préserver leur pudeur. À la fin des années 2010, les robes de style prairie ont fait leur retour en tant que tendance dans le monde de la mode, devenant notamment une composante importante du mouvement cottagecore en 2020.
Les robes des prairies sont souvent portées par les femmes qui fréquentent les églises chrétiennes qui mettent l'accent sur la pratique de la tenue vestimentaire simple (comme dans les communautés du Bruderhof, une dénomination anabaptiste) ou sur la doctrine de la sainteté extérieure (comme dans l'Église évangélique wesleyenne, une connexion méthodiste dans le mouvement de sainteté),.